# Magia arcana
Magia arcana é aquela que não é divina; que pode ser compreendida e manipulada por meio de estudos. É uma denominação para o estudo dos magos, em RPGs. A magia arcana é praticamente composta por forças naturais e elementais como: água, fogo, terra e ar. As magias arcanas não são somente elementais, mas todas ou quase todas as magias elementais são arcanas. A magia arcana também se baseia na manipulação de luz.